# 贾似道
賈似道（1213年8月25日—1275年10月9日），字師憲，號悅生、又号秋壑，台州（今浙江省台州市）人，為南宋丞相，在南宋滅亡前最後二十多年掌握朝廷大权。在《宋史》中被列入奸臣传。

## 生平

### 出身及經歷
賈似道出生於宋寧宗嘉定六年（1213年），父賈涉，母胡氏，為涉之出妾。贾涉死时，贾似道年仅十一岁。似道受父蔭，補嘉興司倉。
嘉熙二年（1238年）賈似道二十五歲，登进士第，其姊贾氏已是宋理宗的貴妃，遂躍太常丞以及軍器監。尹史岩言其材可大用，遂升知澧州。
淳佑元年（1241年）改湖广统领，始领军事。三年，加户部侍郎。五年，以宝章阁直学士为沿江制置副使，知江州兼江南西路安抚使，再迁京湖制置使兼知江陵府。九年，加宝文阁学士、京湖安抚制置大使。十年，以端明殿学士移镇两淮。
宝祐二年（1254年）加同知枢密院事、临海郡开国公。四年，加参知政事。五年，加知枢密院事。六年，改两淮宣抚大使。

### 冒功攬權
1233年，即為宋理宗紹定五年，蒙古向南宋提倡「聯蒙滅金」的條文，南宋遂與蒙古結成盟友。後來於端平元年（1234年），宋蒙聯軍成功滅金，但南宋認為應得的土地被削減，出兵強行要回河南土地，即端平入洛，但無濟於事且慘敗而歸，更被蒙古於1258年以「違約」名義入侵。
此時，理宗令右丞相賈似道領兵出戰，馳援鄂州，賈似道毫無軍事上的知識，於是在出征後與蒙古軍私下議和，並遊說蒙古人，表示宋朝廷會向蒙古進貢，但蒙古並不同意第一次議和。翌年（1259年），蒙古大汗蒙哥在釣魚城一戰中死於城下，賈似道得知忽必烈會去爭奪寶座，便看準機會與忽必烈簽訂和約，表示願意稱臣、歲奉二十萬兩銀和絹二十萬匹。私下議和後，賈似道與其他將领會師，並趁蒙古軍撤退時進攻，殺傷了敵軍僅一百七十多人。賈似道誇大战功，連奉「捷報」，却不報蒙古軍撤退的真正原因，向理宗報道：「諸路大捷，鄂圍始解，匯漢肅清。宗社危而復安，實萬世無疆之福。」
理宗收到情報後，賜賈似道晉為衛國公與少师，更大力讚揚賈似道，令朝中的文武百官恭迎賈似道「凱旋」。之后，理宗罢免丞相丁大全，从而使贾似道得以专权。賈似道得勢後，向理宗讒譖在軍營中對他「無禮」的曹士雄與向士璧，称其曾在軍中貪污及盜取官錢，結果兩人被流放外。另一位將領高達曾在軍中諷刺賈似道，於是賈似道在理宗面前說誣陷高達，然而卻未能如願。他又與同黨編輯《福華編》，用以「歌頌」自己領軍對抗蒙古軍的「英勇事跡」。
1264年，理宗駕崩，度宗即位。咸淳三年（1267年）賈進為太師，平章軍國重事。為了試探自己在朝中的地位，賈對度宗稱自己年事已高，請求返鄉，度宗乃下旨准其六日一朝，亦不用如百官行禮，到後來更是十日一朝。也有說法稱，不必早朝是南宋歷代權相皆有的禮遇，不獨以賈似道為然。

### 貶謫而死

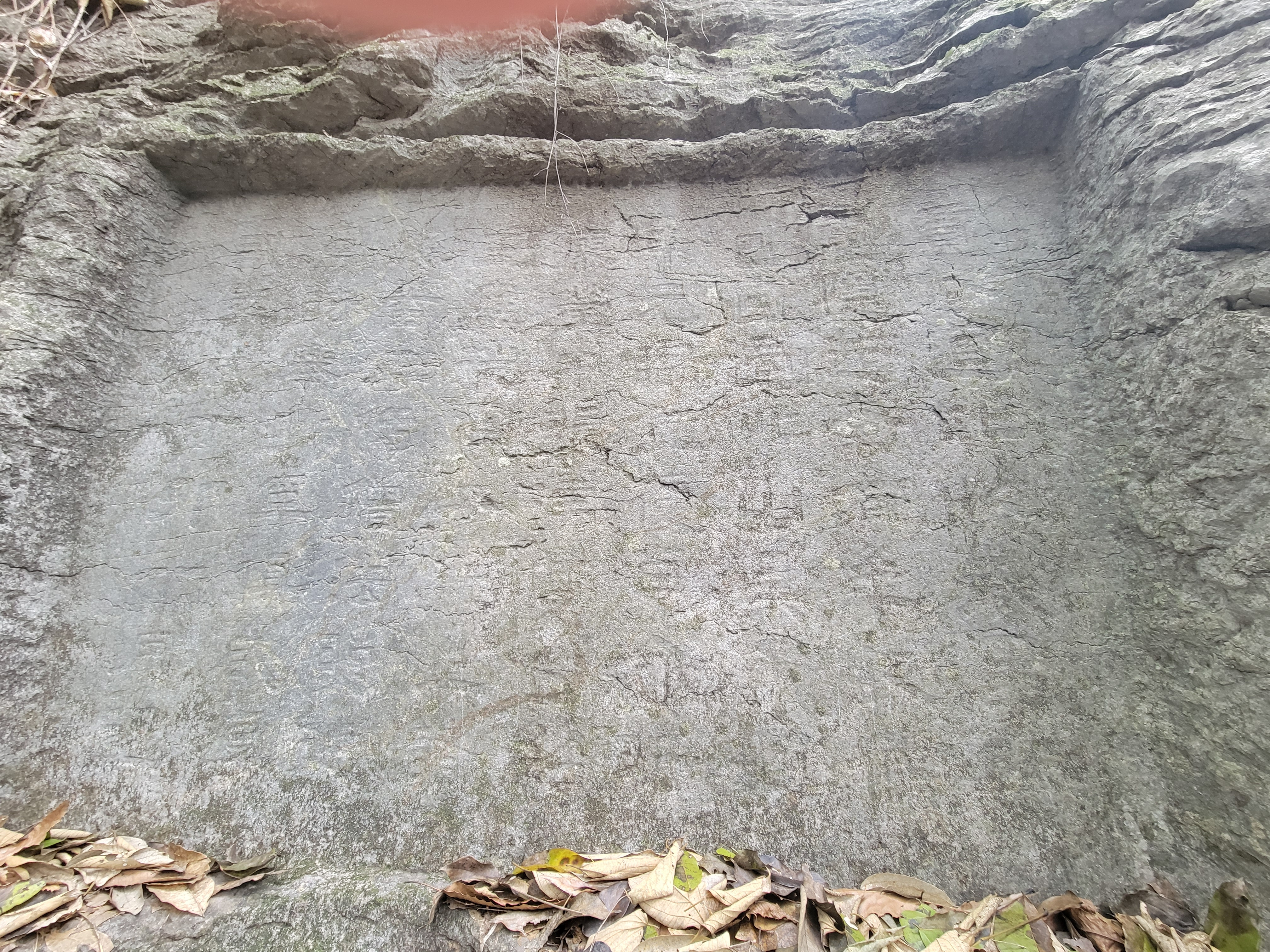
贾似道与廖莹中等人在灵隐莲花峰下三生石旁留下的题刻，咸淳丁卯十月。铭文为：贾似道比以岁事祷灵隐，迄幸有年。饭僧已，因过此山。吴子聪、束元嚞、丘复亨、俞昕、廖莹中、张濡、黄公绍、王庭从焉。子德生、诸孙蕃世侍。僧法照、德宁、时举、妙宁俱。咸淳丁卯（1267）十月望。

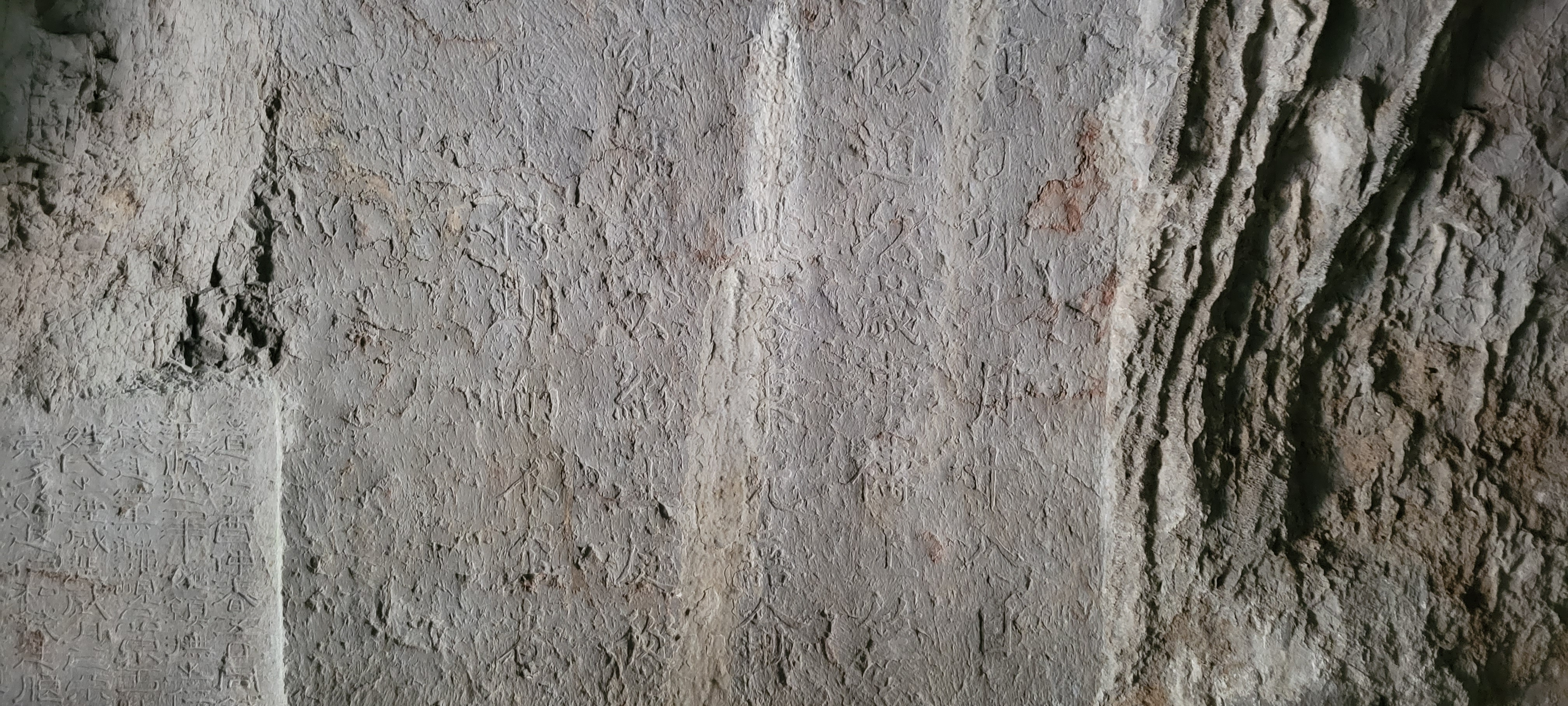
賈似道龍泓洞題名。咸淳三年（1267）七月十八日。束元嚞、俞昕、张濡、黄公绍、王庭、贾德生為侍從者。

1274年度宗崩，此時元軍已攻佔鄂州，太學生提议賈似道親征出戰，在群眾壓力下，賈不得不上陣。但似道不思抗击，一味求和。他给伯颜请求割地赔款，但伯颜责他不守信义，拒绝议和。
1275年，賈似道在鲁港（今安徽蕪湖南）一带率各路軍兵十三萬迎敵，宋軍大將夏貴的軍隊潰敗撤退，贾似道闻讯，惶惶如惊弓之鸟，乘小船逃走（丁家洲之戰）。南宋军队見主将逃跑，纷纷后撤，军士死伤逃亡不计其数；元兵直逼临安，朝野要求殺似道以谢天下。謝太后卻說：“似道勤勞三朝，安忍以一朝之罪，失待大臣之禮”。賈似道逗留揚州（今屬江蘇），不肯回臨安。在强大的压力下，谢太皇太后被迫将他罷黜，贬为高州团练副使，但此舉無法平眾怒，朝廷内外都坚决要求处死贾似道，最後流放循州（今廣東龍川西）。
福王趙與芮厭惡賈似道，“募有能殺似道者，使送之貶所”。會稽县尉郑虎臣之父鄭塤為賈似道貶死，为了报仇，郑虎臣主动要求押解贾似道去循州。在押解的路上，郑虎臣將賈似道坐轎的蓋子除去，使之暴曬在陽光下，“令舁轿夫唱杭州歌谑之，每名斥似道，辱之备至”，極盡折磨並迫其自尽，到了福建漳州龍溪縣木棉庵時，賈似道服冰片自杀未果，最後被鄭虎臣殺於廁中，其屍首則下落不明。

### 內政
1261年，賈似道以鐵腕手段，強硬阻止富人囤積穀物，隨後提倡公田法。在此時，土地集中在大地主手中是一個嚴重的問題，因為大地主通常也是大官員，當時政府用「和糴」的計畫彌補這個問題，就是要求地主義務將稻穀賣給國家，但是當政府購買越多的稻穀也必須發行更多的紙幣，造成通貨膨脹。於是，賈似道建議廢除和糴，減少紙幣的流通以穩定物價，然後限定所有人地產的數量，超出限定的土地由國家收購變成公田，然後將公田的收入去償付軍需。這個計畫遭到大地主阶层的強力反對，但賈似道極力推行，使公田法實施到他下野，由1263年至1275年，共計十二年。

### 著作
贾似道有文才，好與士人唱和从游，如吳文英、劉克莊、趙孟堅、周密、方回等，著有《悦生堂古迹记》、《悦生别录》、《悦生堂随抄》、《奇奇集》等著作。《庶斋老学丛谈》称其为“诗书元帅”。如李庭芝、文天祥等人都得到過賈似道的破格提拔。贾似道最著名的《促织经》，是世界上第一部研究蟋蟀的专著。《促织经》共二卷，分论赋、论形、论色、决胜、论养、论鬪、论病等，对蟋蟀进行了详尽的论述。

## 评价
《宋史》對贾似道的一生，幾乎給予全盘否定的評價，直接列入《奸臣傳》。但贾似道主政前期尚有作为。在鄂州之战中，贾似道“以衮衣黄钺之贵，俯同士卒甘苦卧起者数月。汔能全累卵之孤城，扫如山之铁骑，不世之功也。”宋蒙两军展开數月激烈战斗，双方“死亡枕籍”，忽必烈讚嘆贾似道的军事才能，“吾安得如似道者用之”，又说：“彼守城者只一士人贾制置，汝十万众不能胜，杀人数月不能拔，汝辈之罪也，岂士人之罪乎！”作为贾似道政敌的文天祥也曾肯定賈似道的军事才能，稱其“已未鄂渚之何勇也，鲁港之遁何衰也。”南宋末年战争频繁，军需極大。贾似道推行公田法，企图解决军粮问题，不惜得罪既得利益的大地主，贾似道本人也帶頭捐出浙西良田一万亩作为公田。
贾似道专擅朝政达十七年，主政之初励精图治，虽有改革弊政的举措，但私心太重，也不得要领，难挽狂澜于既倒；其后更是“专功而怙势，忌才而好名”，刚愎自用，排除异己，纨绔习气至老不改，宋代称安抚使、制置使为阃帅，也就是说，贾似道擔任制置使是難得的人才，徐元傑說他“以才具而勝事任之重”，盛元梓赞其“亦当时之豪杰也”。至拜相則是一塌糊涂，恐怕主要是不具备宰相之器，才不足倒还在其次。

## 後世形象
明朝抗倭名将俞大猷在木棉庵前的石亭中立下石碑，并亲书「宋郑虎臣诛贾似道于此」。清乾隆年间的龙溪知县袁本濂，又用一块石碑将这十个大字重述一遍。旁边有1936年诸暨人陈琪撰文、汉寿人朱熙書法的《木棉亭记》碑刻。
在民間，賈似道的死被改編為白話短篇小說《木棉庵鄭虎臣報冤》，收入《喻世明言》第二十二卷。在明朝趙弼《效顰集》中他以最下層地獄的囚犯之姿出現，瞿佑的傳奇小說《剪燈新話》則描寫賈似道是一個殘酷和極富嫉妒的人，在清朝沈起鳳《諧鐸》中他是佛家惡化身，康熙年間朱翊清在《埋憂集》中將他化為鬼魂參加一個文學鬼宴會，最後變成一隻老虎。明代万历年间，剧作家周朝俊创作的、与他相关的传奇《红梅记》，则在日后成为多个剧种演绎的经典剧目《红梅阁》。

## 家族
- 高祖：贾文国，赠太师
- 高祖母：於氏，追封卫国夫人
- 曾祖：贾嗣业，累赠太子少保、太子太保、太师、追封鲁国公
- 曾祖母：於氏，追封文安郡夫人、鲁国夫人
- 继曾祖母：於氏，追封通义郡夫人、鲁国夫人
- 祖：贾公伟，官至秘书省秘书郎，朝散大夫，知汉州事、累赠太子少傅、太子太傅、太师、追封越国公
- 祖母：於氏，追封蕲春郡夫人、越国夫人
- 继祖母：陆氏，追封和政郡夫人、越国夫人
- 伯：贾伯冲，赠迪功郎
- 父：贾涉，终官右文殿修撰，朝奉大夫，太府寺少卿，淮南东路制置使兼京东河北路节制使、以显谟阁学士，通奉大夫致仕、赠龙图阁学士，光禄大夫、累赠太子少师，太子太师，太师、追封魏国公、进封魏郡王、谥号忠肃
- 嫡母：史氏，追封太宁郡夫人、魏国夫人、进封韩魏国夫人
  - 兄：贾贯道，终官承奉郎、累赠承事郎、太中大夫，宝章阁侍制
  - 姊：贾氏
- 生母：胡氏，追封秦国夫人、特追封秦齐国夫人
- 妻：綦氏，追封华国夫人、特追封楚国夫人
- 子：贾德生，秘阁修撰
- 子：贾德润，直秘阁
- 孙：贾蕃世

## 外部連結
- 〈賈似道的虛與實〉 （页面存档备份，存于）

| 前任： 丁大全 | 南宋右丞相 1259年—1267年 （平章军国重事至1275年） | 繼任： 程元凤 |